# Salsa Big Twin
La Big Twin Sauce es un condimento elaborado y comercializado por la cadena de restaurantes Hardee's y Carl's Jr.. La salsa es en cierta forma similar en sabor y aroma a la Thousand Island dressing. La salsa se emplea en los sandwiches y hamburguesas que se comercializan en estas cadenas, tal y como lo es en Hardee's con la Big Hardee y en Carl's Jr. Big Carl. La hamburgusa fue lanzada al mercado en septiembre de 2009.

## Características
A pesar de que la composición exacta es desconocida y la salsa es trade-secret, la prueba de la salsa hace ver que entre los ingredientes está la mayonesa, las rodajas de huevo duro, los encurtidos, las cebollas verdes, sal, pimienta negra y chili sauce. Su existencia es comparable con la salsa que emplea McDonald's lanzada por primera vez en 1975.